# Сарил
Сарил (азерб. Sarıl) — село в Зангеланському районі Азербайджану.
Село розміщене на правому березі річки Акарі, за 81 км на південь від районного центру, міста Бердзора, між селами Крмен та Єріцванк, до якого підпорядковується.
21 жовтня 2020 було звільнене Національною армією Азербайджану внаслідок поновлених бойових дій у Карабасі.